# اخترپیشانی دم‌سفید
اخترپیشانی دم‌سفید (نام علمی: Coeligena phalerata) گونه‌ای از مرغ‌های مگس در تبار «خورشیدرخشان‌تباران» (Heliantheini) در زیرتیرهٔ Lesbiinae است. این گونه بومی سیرا نوادا د سانتا مارتا در شمال شرقی کلمبیا است.